# 尤聲普
尤聲普，BBS，MH（1934年—2021年5月17日），男，廣東順德人，生於廣州，香港粵劇演員。

## 生平
尤聲普9歲以神童姿態登台，年紀輕輕已和名伶嫦娥英、關德興、子喉海及蛇仔應等同台演出。
1979年至1985年間，尤聲普曾師從京劇名伶李萬春，隨並非「科班」出身師兄劉洵習藝。早期多演林家聲的武生、見習丑生，後改任老生和丑生；1988年受聘為雛鳳鳴劇團丑生，武生靚次伯，演出至2007年12月六場於澳門的《帝女花》為止。
1992年雛鳳鳴解散，香港粵劇黃金年代一去不復返。 1990-1991年，最高紀錄一年演出超過150場，只演舊戲，無開山劇目，也非全職，又自由出外埋班，早已預定，準備盛世享其成到退休。
1992年3月10日，為雛鳳鳴劇團告別演出，1992年獲香港藝術家聯盟頒發舞台演員年獎。
2009年獲香港特區榮譽勳章；2016年獲香港演藝學院頒授榮譽院士。2017年獲香港藝術發展獎頒發傑出藝術貢獻獎。翌年，獲香港藝術發展獎頒發傑出藝術貢獻獎。2017年獲香港特區銅紫荊星章。
2021年5月13日因中風入院。2021年5月17日，於基督教聯合醫院病逝，享壽87歲。

## 家庭
父亲為乾旦尤驚鴻。其妻江紫紅為1967年「頌新聲」農曆新年開山的《龍鳳爭掛帥》三幫花旦。 

## 轶事
曾與麥先聲、陳玉郎、雲展鵬、潘有聲、黎家寶及文千歲共七位梨園同行結為七兄弟，尤排行第二。